# 米哈伊爾·羅將柯

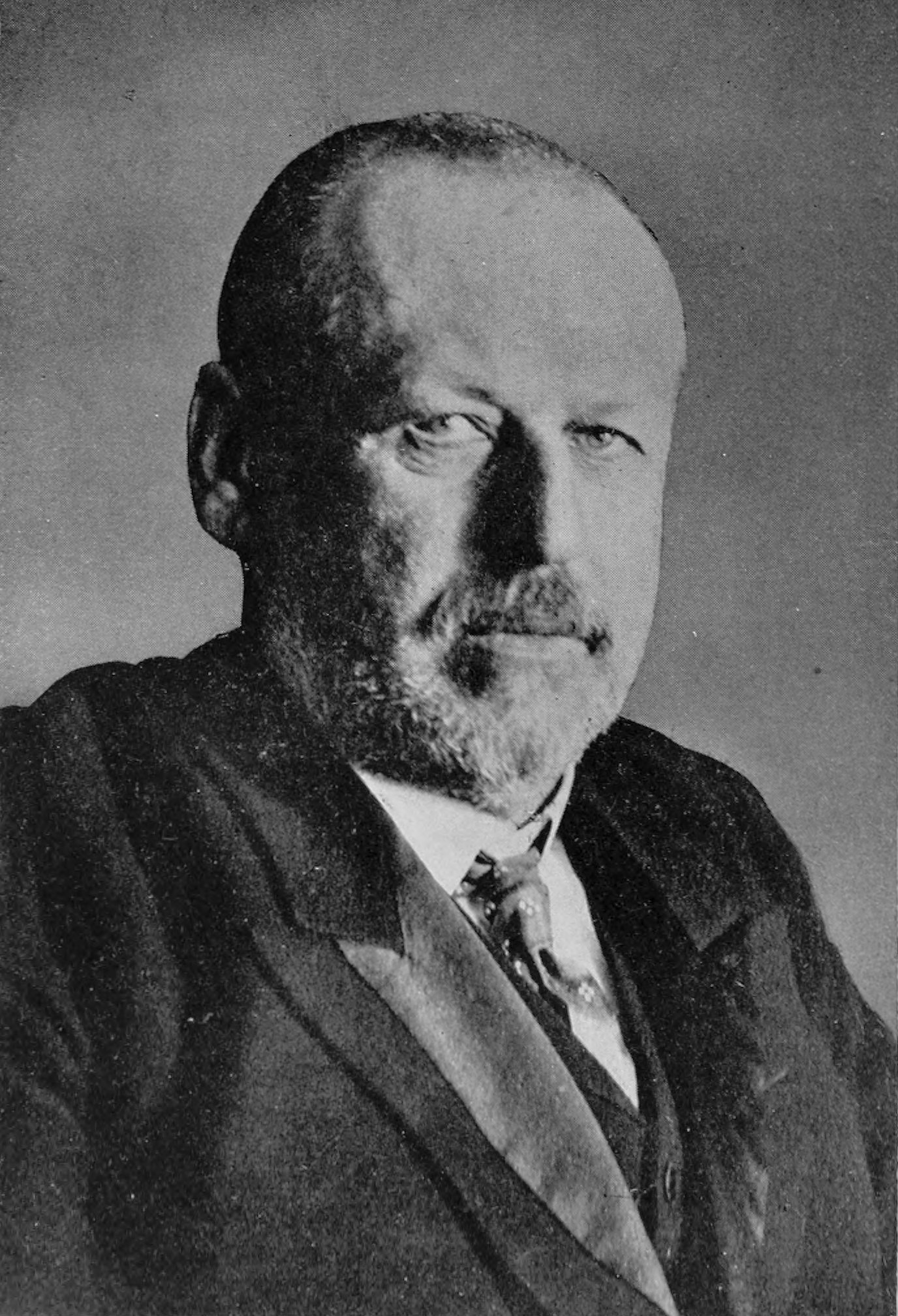
罗将柯

米哈伊尔·弗拉基米羅维奇·罗将柯（俄语：Михаи́л Влади́мирович Родзя́нко，1859年2月21日—1924年1月24日），烏克蘭裔俄罗斯帝国政治家，宫廷高级侍从、帝国杜马主席。早年曾于近卫军重骑兵军团服役。在二月革命期间作为帝室和资产阶级的中间人活跃于政治舞台，也在尼古拉二世的退位中扮演了重要角色。托洛茨基认为他实际上比二月革命后临时政府首脑李沃夫更有影响力。十月革命后罗将柯移居顿河畔罗斯托夫，后又前往塞尔维亚并于当地逝世。
米哈伊尔·罗将柯的弟弟亚历山大·罗将柯为白俄陆军中将。